# Паша Давид Бабакайович
Давид Бабакайович Паша (нар. 8 липня 1898, Євпаторія, Таврійська губернія — пом. 16 серпня 1944 або 17 серпня 1944, Кликоляй, Акмянський район, Шяуляйський повіт, Литовська РСР) — червоноармієць, артилерист, учасник першої світової, громадянської та німецько-радянської воєн караїмського походження.

## Життєпис
Народився в Євпаторії в караїмській сім'ї. Батько — бахчисарайський міщанин Бабакан Якович Паша, морозивник. Мати — Султан Йосипівна Ендазе, з євпаторійських міщан, домогосподарка. Окрім Давида в сім'ї було ще п'ятеро дітей. Закінчив євпаторійський мідраш. У 1916 році призваний по мобілізації в армію й служив в артилерії. Під час громадянської війни — артилерист в рядах Робітничо-селянської Червоної Армії. З 1922 року працював вантажником євпаторійського морського порту. Під час висадки в Євпаторії 5 січня 1942 року тактичного морського десанту Червоної армії разом з А. Куналінським та М. Д. Елема (батьком Д. М. Еля) сформував загін добровольців на допомогу висадилися десантникам.
У квітні 1944 року мобілізований Євпаторійським районним військкоматом в діючу армію. У званні червоноармійця служив заряджаючим 76-мм гармати 1382 стрілецького полку 87 стрілецької Перекопської Червонопрапорної дивізії на 4-му Українському і 1-му Прибалтійському фронтах. У своєму останньому бою біля села Кліколяй в Литві 16 серпня 1944 року разом з двома вижилими товаришами по службі, червоноармійцями А. С. Воробйовим та І. Я. Євсюковим, відбивав атаку великої танкової колони і знищив шість німецьких танків. Від вибуху снаряда, випущеного ворожим танком, Д. Б. Паша разом з товаришами по службі загинув. Всі вони за свій подвиг Наказом № 35/н по 63 стрілецької корпусу 51 армії від 04.10.1944 року посмертно нагороджені орденами Вітчизняної війни I ступеня.
16.8.44 року в районі населеного пункту Кліколяй Латвійської РСР, відображаючи атаку великої танкової колони супротивника, товариш Паша разом з двома що залишилися в живих товаришами вогнем своєї гармати знищив 6 ворожих танків. Снарядом, випущеним з сьомого ворожого танка, який підійшов на 50 метрів до гармати, товариш Паша з товаришами загинув смертю хоробрих.

Товариш Паша посмертно удостоєний урядової нагороди ордена «Вітчизняної війни I ступеня».
Дещо відрізняється опис останнього бою Д. Б. Паші в нагородному листі зі статті капітана А. Мнацаканян «Клятва сталінградцям», надрукованій 21 серпня 1944 року під фронтовій газеті «Вперед на ворога». Відповідно до цієї публікації, будучи пораненим, Д. Б. Паша залишився один біля гармати і підбив з неї три танка, а під четвертий, який наближався, кинувся обв'язаний гранатами:
|                                        | «…Поранений, стікаючи кров'ю, Паша залишився один біля гармати. А попереду — німецькі танки й автоматники ... У зручну секунду Паша дав постріл. Ворожий танк загорівся. Зліва з'явився другий танк. Паша швидко повернув ствол своїй гармати. Постріл. І ось палає другий танк. І, раптом він помітив третій танк зовсім близько. Влучним вогнем він врятував гармату й своє життя. Третій танк горів ... Раптом, Паша знову почув гуркіт німецького танка ... І з гранатою він кинувся під танк». |
| — А. Мнацаканян. «Клятва сталінградця» | |

Похований у братській могилі на військовому кладовищі в місті Акмяне (Литва).
Давид Паша — одним з найшанованіших кримськими караїмами учасників Німецько-радянської війни з-поміж своїх одноплемінників:
|                 | ...глибоко схиляються перед своїм чудовим героєм Давидом Пашею і високо шанують світлу пам'ять його, як одного з найгідніших синів свого народу, і всі його одноплемінники караїми. |
| — Б.С.Єльяшевич | |

### Сім'я
З 1924 року був одружений з Тамарою Давидівною Ель. Мав дочку Султан (в шлюбі Тіріякі), синів Соломона (Семена) та Іллю. Онук — Віктор Захарович Тіріякі (нар. 1955, Євпаторія), газзан євпаторійських кенас. Молодший брат — червоноармієць Йосип Бабакайович Паша (1909-1945), загинув в бою 24 березня 1945 року біля Кенігсберга.

## Пам'ять
Пам'яті Д. Б. Паші на фасаді будинку по вул. Міллера (колиш. Степовий), 25 в Євпаторії, де він жив, в 2005 році було встановлено меморіальну дошку. Його подвигу присвячені кілька полотен: акварель «Не пройдеш!» (Худ. Ю. Фастенко; Євпаторійський краєзнавчий музей) і «Подвиг Давида Паша» (худ. І. Кудрявцев, 2018; Музей історії та етнографії кримських караїмів імені С. І. Кушуль). У 2014 році караїмські організації Євпаторії звернулися в Євпаторійський міської ради з проханням про перейменування вул. Міллера в вулицю імені Давида Паші. Місцева влада пообіцяла врахувати прохання заявників при формуванні нових вулиць або мікрорайонів Євпаторії. Пам'яті героя також приурочені декілька церемоніальних заходів: зокрема, 19 грудня 2008 року в Євпаторійському краєзнавчому музеї пройшов захід, присвячений 110-річчю від дня народження Д. Б. Паші, а в травні 2018 року окупаційна влада в Євпаторії організувала заходи, приурочені до 120-річчя від дня народження Д. Б. Паші: збори в євпаторійської середній школі № 1 з презентацією батального полотна І. Кудрявцева «Подвиг Давида Паша» та військово-патріотичний конкурс «Паша Давид Бабакаевіч — героїчний подвиг», в якому взяли участь понад 50 учнів шкіл мистецтв і художньої школи Євпаторійського округу.
У 2010 році караїмської громадою здійснена безуспішна спроба клопотання перед Президентом Росії про присвоєння Д. Б. Паші звання Героя Росії.